# Христо Христов (режисьор)
Вижте пояснителната страница за други личности с името Христо Христов.
Христо Костов Христов е български кино- и театрален режисьор и сценарист. Той е първият български кинематографист, избран за член на Европейската филмова академия (EFA) (от 1992 г.); професор в НАТФИЗ.

## Биография
Роден е на 11 април 1926 г. в Пловдив. Завършва медицина в родния си град и първоначално практикува като лекар. Завършва театрална режисура във ВИТИЗ „Кръстьо Сарафов“ в класа на проф. Георги Костов (1958 г.). В средата на 60-те години специализира кинорежисура в московския ВГИК. Специализира при Михаил Ром в студията „Мосфилм“.
През 1958 г. дебютира като режисьор с постановката „Генерал Заимов“ от Иван Аржентински в Пловдивския театър, където е режисьор до 1966 г. Филмовият му дебют е „Иконостасът“ (1969 г.) по романа от Димитър Талев „Железният светилник“ и е заснет съвместно с аниматора Тодор Динов. Преди да се появи на сцената на игралното кино, той има реализирани редица сценографски проекти и оперни постановки, получил е и национални награди за театрална режисура.
Филмът му за Георги Димитров „Наковалня или чук“ (1972 г.) му спечелва „Златна роза“ от Варненския фестивал и длъжността председател на Съюза на българските филмови дейци. Съвсем различен отзвук има филмът му „Една жена на 33“ (1982 г.) – филмът е цензуриран, поражда бурна медийна дискусия и е свален от екран, а Христов е публично порицан от професионалната общност и е свален от председателския пост. Сценаристът на филма – Боян Папазов, е уволнен от Киноцентъра. През същата година (1982) излизат два документални филма на Христов, а през 1984 г. се появява и „Събеседник по желание“, на който е и режисьор и сценарист. След промените през 1989 г. Христо Христов създава още един филм, определян от кинокритиците като скандален – „Суламит“ (1997 г.). Самият той го определя като „нестандартен“.
Сценарист е на филмите „Суламит“, „Dum spiro spero“, „Тест`88“, „Двойна примка“, „Събеседник по желание“, „Камионът“, „Срещу вятъра“, „Циклопът“, „Дърво без корен“, „Иконостасът“.
През 1976 г. излиза „Циклопът“, приеман от критиците като първия български филм, фокусиран изцяло върху вътрешния свят на човека и удостоен със специално отличие от Берлинале през 1977 г.
Христо Христов е председател на Комисията за игрално кино към Националния филмов център (1995 – 1999 г.), председател на Обществения съвет за кино (1999 г.) и професор в НАТФИЗ (от 1980 г.).
Едни от най-популярните му и добре приемани театрални постановки са „Иркутска история“ от Алексей Арбузов, „Почивка в Арко Ирис“ от Димитър Димов, „Оптимистична трагедия“ от Всеволод Вишневски, „Бай Ганьо“ от Алеко Константинов, „Дванайсета нощ“ от Уилям Шекспир, „Три високи жени“ от Едуард Олби.
Умира на 16 април 2007 г. в София. Погребан е в Централните софийски гробища.

## Награди и отличия
- „Последно лято“ (1973 г.) получава Награда за чуждестранен режисьор в Атланта, САЩ през 1974 г. и Специална награда на журито на Фестивала на младото европейско кино в Тулон, Франция през 1975 г.
- „Дърво без корен“ (1974 г.) печели Първа награда във Варна (1974 г.) и „Златна палма“ (Прат, Франция, 1978 г.).[7]
- „Циклопът“ (1976 г.) е отличен с Диплом от Берлинале през 1977 г. и с отличие в Шчечин, Полша, (1980 г.).
- „Бариерата“ (1979 г.) получава Сребърен медал от МКФ Москва през 1979 г. и „Златна роза“ (Варна, 1980 г.).
- „Характеристика“ печели първа награда във Варна през 1986 г. и награда и диплом в Москва (1985 г.).
- „Не се предавай“ („Dum spiro spero“) (1995 г.), филм, посветен на художника Златю Бояджиев и певеца Борис Христов, печели „Сребърен витяз“ от Минск '96.
- През 1977 г. е удостоен със званието „Народен артист“[8]
- През 2004 г. е удостоен с държавната награда „Св. Паисий Хилендарски“. На церемонията по връчването, премиерът нарича Христов „един от най-уважаваните творци на българския театър и кино, с изключителен принос за тяхното успешно развитие“.[9]
- През 2006 г. Христо Христов става първият лауреат на учредената през същата година Награда на министъра на културата за цялостен принос към българското кино.

## Филмография
- „Иконостасът“, по „Железният светилник“ (1969)
- „Наковалня или чук“ (1972)
- „Дърво без корен“, по разказа от Николай Хайтов (1974)
- „Последно лято“, по сценарий на Йордан Радичков (1974)
- „Циклопът“, по Генчо Стоев (1976)
- „Срещу вятъра“ (1977)
- „Бариерата“, по Павел Вежинов (1979)
- „Камионът“ (1980)
- „Мегаполис“ (1982), тв филм
- „Кендзо Танге“ (1982), тв филм
- „Една жена на 33“ (1982)
- „Събеседник по желание“ (1984)
- „Характеристика“ (1985)
- „Двойна примка“ (1987), тв сериал
- „Хованщина“ (1989), тв филм
- „Дон Карлос“ (1989), тв филм
- „Атила“ (1989), тв филм
- „9 - цифра на кобрата“ (1989), тв сериал
- „Тест „88““ (1989)
- „Dum spiro spero“ (1995), документален филм
- „Суламит“ (1997)